# Robert Koren
Robert Koren (ur. 20 września 1980 w Lublanie) – słoweński piłkarz grający najczęściej na pozycji środkowego pomocnika.

## Kariera klubowa
Koren jest wychowankiem klubu NK Dravograd. W 1996 zaczął grać w młodzieżowej drużynie, a w 1999 zadebiutował w pierwszej lidze słoweńskiej i grał tam do 2001. Wtedy też odszedł do innego pierwszoligowca, Publikum Celje, a barwach którego był jednym z najlepszych strzelców przez trzy sezony. W tym okresie strzelił 22. gole w lidze słoweńskiej.
W 2004 Koren wyjechał ze Słowenii do Norwegii i podpisał kontrakt z zespołem Lillestrøm SK. W 2005 z 8. golami na koncie był najlepszym strzelcem swojej drużyny i dotarł z nią do finału Pucharu Norwegii, przegrywając z Molde FK w serii rzutów karnych. W 2005 i 2006 zajął z Lillestrøm czwarte miejsca w lidze. W 2006 był drugim najlepszym strzelcem klubu po Maltańczyku Michaelu Mifsudzie. W Norwegii grał przez trzy lata i w tym okresie rozegrał 75. spotkań i zdobył 19. goli.
4 stycznia 2007 Koren przeszedł na zasadzie wolnego transferu do angielskiego West Bromwich Albion. W barwach nowego klubu zadebiutował 6 stycznia w wygranym 3:1 meczu 3. rundy Pucharu Anglii z Leeds United. Natomiast 6 maja zdobył pierwszego gola dla WBA w wygranym 7:0 spotkaniu z Barnsley. Z West Bromwich wywalczył miejsce w barażach o awans do Premier League i zagrał w nich we wszystkich 3. meczach, także w przegranym 0:1 finale z Derby County. W lipcu doznał kontuzji oka, jednak pod koniec sierpnia wrócił do gry. Przez cały sezon był podstawowym zawodnikiem „The Baggies” i zdobył 9. goli w 40. spotkaniach. Wiosną 2008 awansował do Premier League. W sierpniu przedłużył swój kontrakt z klubem o dwa lata. W sezonie 2008/2009 rozegrał 35. meczów ligowych, jego zespół spadł jednak do League Championship.
13 sierpnia 2010 podpisał dwuletni kontrakt z Hull City. Po czterech sezonach spędzonych w Anglii przeniósł się do australijskiego Melbourne City. W 2016 roku zakończył tam karierę.
| Sezon   | Klub                 | Kraj      | Rozgrywki                     | Mecze | Bramki |
| ------- | -------------------- | --------- | ----------------------------- | ----- | ------ |
| 1999/00 | NK Dravograd         | Słowenia  | Prva slovenska nogometna liga | 31    | 2      |
| 2000/01 | NK Dravograd         | Słowenia  | Prva slovenska nogometna liga | 31    | 9      |
| 2001/02 | NK MIK CM Celje      | Słowenia  | Prva slovenska nogometna liga | 31    | 5      |
| 2002/03 | NK MIK CM Celje      | Słowenia  | Prva slovenska nogometna liga | 32    | 12     |
| 2003/04 | NK MIK CM Celje      | Słowenia  | Prva slovenska nogometna liga | 15    | 5      |
| 2004    | Lillestrøm SK        | Norwegia  | Tippeligaen                   | 23    | 1      |
| 2005    | Lillestrøm SK        | Norwegia  | Tippeligaen                   | 26    | 8      |
| 2006    | Lillestrøm SK        | Norwegia  | Tippeligaen                   | 26    | 10     |
| 2006/07 | West Bromwich Albion | Anglia    | Championship                  | 18    | 1      |
| 2007/08 | West Bromwich Albion | Anglia    | Championship                  | 40    | 9      |
| 2008/09 | West Bromwich Albion | Anglia    | Premier League                | 25    | 2      |
| 2009/10 | West Bromwich Albion | Anglia    | Championship                  | 24    | 6      |
| 2010/11 | Hull City            | Anglia    | Championship                  | 40    | 7      |
| 2011/12 | Hull City            | Anglia    | Championship                  | 41    | 10     |
| 2012/13 | Hull City            | Anglia    | Championship                  | 40    | 9      |
| 2013/14 | Hull City            | Anglia    | Premier League                | 22    | 2      |
| 2014/15 | Melbourne City       | Australia | A-League                      | 19    | 3      |
| 2015/16 | Melbourne City       | Australia | A-League                      | 6     | 0      |

## Kariera reprezentacyjna
W swojej karierze Koren rozegrał 12. spotkań w młodzieżowej reprezentacji Słowenii U-21. Natomiast w pierwszej reprezentacji zadebiutował 2 kwietnia 2003 w wygranym 4:1 meczu eliminacji do Euro 2004. Z kolei pierwszą bramkę w kadrze narodowej zdobył 7 października 2006 w spotkaniu z Luksemburgiem (2:0). Koren wraz ze swoją reprezentacją wywalczył awans na mundial 2010 po wygranej w barażach z Rosją. Na mundialu w RPA Koren zagrał pełne 90. minut we wszystkich 3. spotkaniach grupowych, a w pierwszym meczu z Algierią zdobył jedyną bramkę w tym spotkaniu dającą zwycięstwo jego reprezentacji, której nie udało awansować się do fazy pucharowej mistrzostw.